# 子展 (卫国)
子展（?—?），中国春秋时期卫国的公子，卫定公之子，卫献公的弟弟。
前559年夏，孙林父驱逐了卫献公，四月廿六，子展作为卫献公的亲信，逃到了齐国。子鲜跟随卫献公随后也逃到了齐国。鲁国臧纥到齐国慰问卫献公，与卫献公交谈。卫献公态度粗暴，臧纥对下人说，卫献公说话像粪土，不知悔过，大概不能复位了。之后又和子展、子鲜交谈。臧纥事后又对下人说，卫侯一定能回国，有子展、子鲜，一个拉他，一个推他，想不回国都难。前547年，子鲜、子展联络甯喜，杀死国君卫殇公，立卫献公复辟。